# 홍씨독서록
홍씨독서록(洪氏讀書錄)은 조선 후기의 문신 홍석주(洪奭周)가 자신이 읽은 책의 내용을 간략하게 해제한 개인 소장 도서 목록이다.
저자 홍석주는 서문에서 자신의 동생이 자기처럼 책을 마구 읽어 요령을 얻지 못할까 염려하고 독서록을 쓰기 시작했고, 일찍이 읽어 감명받은 것과 대개는 읽고 싶었으나 읽지 못한 책을 골라 제목을 나열하고 개요를 기록했다고 밝히고 있다.
본서에 수록된 전적은 주로 홍석주 개인의 소장본이지만 다른 사람의 것도 다소 포함되어 있다.
기술은 서명, 권수, 찬자, 해제를 적고, 배열은 사분법의 순으로 하였다.

## 국역
2012년에 리상용의 역주로 아세아문화사에서 국역 출간되었다.